# Analog Heart
Analog Heart – debiutancki album amerykańskiego wokalisty i gitarzysty Davida Cooka. Album został wydany 6 maja 2006 roku jako niezależne nagranie, podczas uczestnictwa Cooka w siódmej edycji programu American Idol.

## Lista utworów
1. "Straight Ahead" – 4:14
2. "Don't Say a Word" – 4:37
3. "Fall Back Into Me" – 3:35
4. "The Truth" – 4:48
5. "Searchlights" – 4:29
6. "Porcelain" – 3:53
7. "Stitches" – 4:04
8. "Let Go" – 3:20
9. "Makeover" – 3:37
10. "Silver" – 4:22

## Twórcy
- David Cook – śpiew, gitara, fortepian
- Josh Center – perkusja
- Neal Tiemann – gitara (utwory: 4, 5, 8)
- DTMB – gitara basowa (utwory: 3, 4, 5, 8, 10)
- Ben Hosterman – gitara basowa (utwory: 2, 7)
- Andy Skiba – Dodatkowy śpiew w "Silver" (utwór 10)